# Statsduman (Ryssland)
Statsduman (ryska: Государственная дума, Gosudarstvennaja duma) är underhuset i Ryska federationens federala församling. Överhuset är Federationsrådet. Den inrättades i och med ikraftträdandet av 1993 års ryska författning och består av 450 ledamöter som utses i val med blandat valsystem.

## Historia

### Före oktoberrevolutionen
Som svar på ökade krav på folklig representation i landet i och med 1905 års ryska revolution lät tsar Nikolaj II året därpå utfärda Ryska imperiets första riktiga författning som innebar att den lagstiftande makten delvis skulle överföras till ett parlament. Det gamla Riksrådet fick en ny roll som parlamentets överhus vars ledamöter till största del utsågs av tsaren, adeln och prästerskapet. Därtill kom Riksduman, som skulle väljas i indirekta val av valmän valda av folket enligt strikt censusrösträtt. Församlingen hade begränsat inflytande bredvid den ryske kejsaren men sågs som av många ett sätt att demokratisera landet. Det första parlamentsvalet 1906 ledde till att reformsinnade liberaler vann och duman löstes upp via kejserligt dekret samma år. Valet 1907 ledde till att liberaler och socialister sammanlagt erhöll en förkrossande majoritet och återigen löstes församlingen upp av tsaren. Därefter begränsades rösträtten ordentligt och konservativa vann nyvalet 1907 liksom valet 1912. Vid första världskrigets utbrott 1914 löste Riksduman upp sig själv men missnöjet med krigspolitiken ledde till att den återställdes året därpå. Duman bevarades efter februarirevolutionen 1917 men löstes upp av bolsjevikerna efter oktoberrevolutionen samma år.

### Lagstiftande församlingar under bolsjevikerna
Som lagstiftande organ i den nya Ryska socialistiska federativa sovjetrepubliken skapades Allryska centrala verkställande kommittén 1917. Kommittén dominerades av bolsjevikerna och ersattes som högsta lagstiftande organ år 1922 av Sovjeternas kongress och Sovjetunionens centrala verkställande kommitté. År 1938 ersattes dessa av Sovjetunionens högsta sovjet, som också utformades enligt ett tvåkammarsystem där de båda kamrarna (Nationaliteternas sovjet och Unionens sovjet) skulle ha formellt lika befogenheter.
1993 avskaffades Högsta sovjet av Boris Jeltsin och ett nytt tvåkammarparlament, Ryska federationens federala församling, skapades.

## Struktur och befogenheter
Statsduman fungerar som folkvalt underhus och Federationsrådet, som representerar Rysslands delrepubliker och övriga territorier, som överhus. Alla lagar som röstas igenom i Statsduman måste också godkännas i Federationsrådet och av presidenten.
Duman ger i uppdrag till Dumarådet, som består av dumans ordförande samt ledare för alla parlamentariska grupper, att sätta agendan för lagstiftning, interpellationer och dylikt. Lagförslag behandlas i olika utskott där partier får platser proportionerligt efter mandat. Statsduman kan också besluta om att skapa kommissioner för särskilda ändamål, t.ex. fokus på att lagstifta mot korruption. Sådana kommissioner varar endast en parlamentarisk mandatperiod.
Statsduman skall ge sitt godkännande till presidentens val av premiärminister, utse ordföranden för ryska centralbanken, utse en kommissionär för mänskliga rättigheter och kan även med två tredjedelars kvalificerad majoritet ställa presidenten inför rätta.

### Val
Val till Statsduman hålls var femte år. Hälften av de 450 ledamöterna väljs i enmansvalkretsar och hälften i proportionella val.

## Partier och mandat

### Parlamentsvalet
| Parti                                   | Mandat | +/-   | Antal röster | %     | +/-    |
| --------------------------------------- | ------ | ----- | ------------ | ----- | ------ |
| Enade Ryssland                          | 343    | ▲+105 | 28 527 628   | 54,20 | ▲+4,87 |
| Ryska federationens kommunistiska parti | 42     | ▼-50  | 7 019 752    | 13,34 | ▼-5,85 |
| Rysslands liberaldemokratiska parti     | 39     | ▼-17  | 6 917 063    | 13,14 | ▲+1,46 |
| Rättvisa Ryssland                       | 23     | ▼-41  | 3 275 053    | 6,22  | ▼-7,01 |
| Rodina                                  | 1      | ▲+1   | 792 226      | 1,51  | -      |
| Medborgarnas plattform                  | 1      | ▲+1   | 115 433      | 0,22  | -      |